# GNOME-DB
GNOME-DB es una arquitectura de acceso a bases de datos orientada a ser usada por aplicaciones para el proyecto GNOME.
GNOME-DB es un proyecto de software libre y por tanto ha sido y sigue siendo desarrollado por voluntarios de varios países. Se distribuye bajo la licencia GPL.

## Arquitectura
El proyecto GNOME-DB se compone de los distintos subproyectos:
- libgda: biblioteca de bajo nivel que permite acceso a distintas fuentes de datos, tales como servidores de bases datos tales como Oracle, PostgreSQL, MySQL, Firebird, así como a ficheros XML, dBase o servidores LDAP. Esta biblioteca no tiene ninguna dependencia específica de GNOME, por lo que puede ser usada en aplicaciones de todo tipo.
- libgnomedb: biblioteca de interfaces gráficas orientados a base de datos.
- mergeant: aplicación gráfica que permite el acceso sencillo a las bases de datos manejadas por libgda y libgnomedb.

Al proveer una arquitectura completa para el desarrollo de aplicaciones de manejo de datos, otras muchas aplicaciones hacen uso tanto de libgda como de libgnomedb para el acceso a bases de datos. Actualmente, estas aplicaciones son las siguientes:
- AbiWord es un procesador de texto, que usa libgda y libgnomedb para ofrecer distintas funcionalidades, tales como tareas de correspondencia automatizada a direcciones almacenadas en bases de datos, así como para la importación de datos de bases de datos en los documentos manejados por AbiWord.
- Glade es un editor de interfaces gráficas, que incluye una extensión para el uso de los controles gráficos de libgnomedb en el diseño de dichas interfaces.
- Glom es una aplicación para el acceso a bases de datos, basada en el popular FileMaker, y que usa libgda para el acceso a los datos.